# ريوما هاشيأوتشي
ريوما هاشيأوتشي (باليابانية: 橋内 竜真) (22 أبريل 1989 في شيغا في اليابان – )؛ هو لاعب كرة قدم ياباني سابق كان يلعب كمدافع.

## وصلات خارجية
- ريوما هاشيأوتشي على موقع رابطة كرة القدم اليابانية للمحترفين (اليابانية)
- ريوما هاشيأوتشي على موقع Soccerway.com (الإنجليزية)